# Jurăminte de copilă
Jurămintele de copilă, sau Magnetismul inimii. O comedie în cinci acte, în versuri (în poloneză Śluby panieńskie, czyli Magnetyzm serca. Komedia w pięciu aktach, wierszem) este o operă dramatică comică a lui Aleksander Fredro din 1832, scrisă în versuri. Premiera a avut loc la Liov în 1833. Tema principală a lucrării împărțite în cinci acte este dragostea.

## Rezumat
Intriga comediei spune povestea a două domnișoare, Aniela și Klara, care decid să nu se căsătorească niciodată și să chinuie bărbații cu indiferența lor. Albin, îndrăgostit, este imediat respins de Klara, Aniela este și ea indiferentă față de avansurile lui Gustaw, căruia la început nu i-a venit să creadă că fetele au jurat că nu se vor căsători niciodată. În cele din urmă, el vine cu un complot pentru a-și câștiga iubita și a-l ajuta pe Albin, care plânge mereu de disperare.
Comedia lui Fredro prezintă dragostea ca pe o forță mare, adevărată, care îi motivează pe oameni să acționeze și care aduce bucurie în viață. Fredro credea în puterea iubirii, care, după el, este fericirea umană, este veselă, se concretizează cu căsătorie, este optimistă, dar trebuie să lupți pentru asta.

## Personaje
- Gustaw este personajul cel mai accentuat din piesă. Poate fi apreciat ca rezultat al contactului culturii poloneze cu cea străină. Un băiat frumos, care flirtează, popular în rândul femeilor (această imagine este prezentată în Actul I), suferă o schimbare internă și, sub influența iubirii, devine un bărbat matur. În scena a III-a a actului IV, trăsăturile unui romantic tipic sunt cele mai vizibile. Numele său se referă la Gustaw din drama Dziady, a cărui atitudine (un amant romantic) este ridiculizată de Fredro în comedia sa.
- Albin - un amant plin de lacrimi care este supus iubitei sale. Fredro se referă clar la sentimentalism prin acest personaj.
- Aniela Dobrójska⁠(d) - o fată bună, blândă, naivă, supusă, ale cărei trăsături sunt subliniate suplimentar de numele ei. Ea este opusul Klarei, prietena și verișoara sa, sub influența căreia rămâne. Este o fată timidă care urmează să se căsătorească cu Gustaw (ceea ce se străduiește mama ei și unchiul Radost). Cu toate acestea, la insistențele Klarei, ea îl respinge inițial pe admirator și ambele fete promit că nu se vor căsători niciodată. Ea se maturizează și găsește iubirea adevărată.
- Klara – eroină plină de viață și energică, fidelă jurămintelor ei cu Aniela, dar în cele din urmă învinsă de tratamente complicate. Genială și inteligentă, ea folosește adesea un limbaj ascuțit. În personajul ei se vede conturul unui emancipator.
- Radost – unchi, burlac cinstit, înțelegător și grijuliu. Se poate ghici că a fost cândva îndrăgostit de doamna Dobrójska.
- Doamna Dobrójska - mama Anielei și tutorele Klarei, o venerabilă doamnă a casei.
- Jan – servitor, îngrijitor de cai.

## Scriere
Prima versiune a comediei, intitulată Magnetism, a fost scrisă în 1827, dovadă fiind data plasată de autor însuși pe autografe. A supraviețuit prima versiuni a piesei, păstrată acum la Biblioteca Națională a Poloniei, precum și o copie incompletă a primei versiuni a piesei intitulată Ura oamenilor, păstrată în Ossolineum. Redactarea finală a textului a fost creată abia în 1832  Manuscrisele operei nu au supraviețuit, cu toate că până în al Doilea Război Mondial a existat o copie a piesei scrisă de o mână străină în 1833 pentru nevoile cenzurii din Lviv și o copie din 1833 pentru Teatrul Național din Varșovia. Premiera mondială a piesei a avut loc la Liov la 15 februarie 1833 și a fost reprezentată la Varșovia la 16 noiembrie 1834. A fost publicată pentru prima dată în 1834 în volumul IV al ediției colective al lucrărilor lui Fredro (pp. 5–179).
Titlul „Magnetismul inimii” este o teorie pseudoștiințifică a lui Franz Anton Mesmer. El a proclamat că în organism există un fluid care afectează o altă persoană și o atrage ca un magnet. Fredro a crezut în teoria sufletului geamăn, dar nu a crezut în dragoste la prima vedere.

## Limbajul piesei
În Jurăminte de copilă se poate observa abateri de ortografie, inflexiune și sintaxă. Scriitorul a țesut multe proverbe și maxime în text, dar a folosit rar arhaisme. Limbajul operei este o sursă de comedie verbală, care constă în principal în citarea unor enunțuri ale unor personaje de către altele, dar cu intonații diferite și în scopuri diferite. Un alt truc a fost folosirea ambiguității lexemelor, de care sunt conștiente personajele.

## Vers
Fredro și-a bazat piesa pe versul de unsprezece silabe. Mai apar și alte două măsuri: cu opt silabe (în fragmente în care era necesară sincronizarea cuvintelor și mișcarea) și cu treisprezece silabe (în fragmente care prezintă viziunea personajelor asupra lumii).

## Reprezentații
Jurăminte de copilă a avut cel puțin 230 de spectacole de teatru. A fost produs de cinci ori la Teatrul Radiofonic Polonez ca o piesă de teatru radiofonic - în 1953 și 1954 (regizor Jerzy Leszczyński⁠(d)), în 1972 (regizor Zbigniew Kopalko⁠(d)), în 1993 (regizor Wojciech Markiewicz) și în 2008 (regizor Henryk Rozen⁠(d)). A fost jucat de opt ori la Teatrul de Televiziune - în 1957 (regia Maria Wiercińska⁠(d)), în 1960 (regia Henryk Szletyński⁠(d) ), în 1966 (regia Ireneusz Kanicki⁠(d) ), în 1972 (regia Bohdan Korzeniewski⁠(d) ), în 1985 și 1995 (regia Andrzej Łapicki), în 2003 (regia Krystyna Janda⁠(d)) și în 2017 (regia Jan Englert), iar în 2010 Filip Bajon a realizat un lungmetraj omonim bazat pe piesa de teatru.

## Galerie de imagini

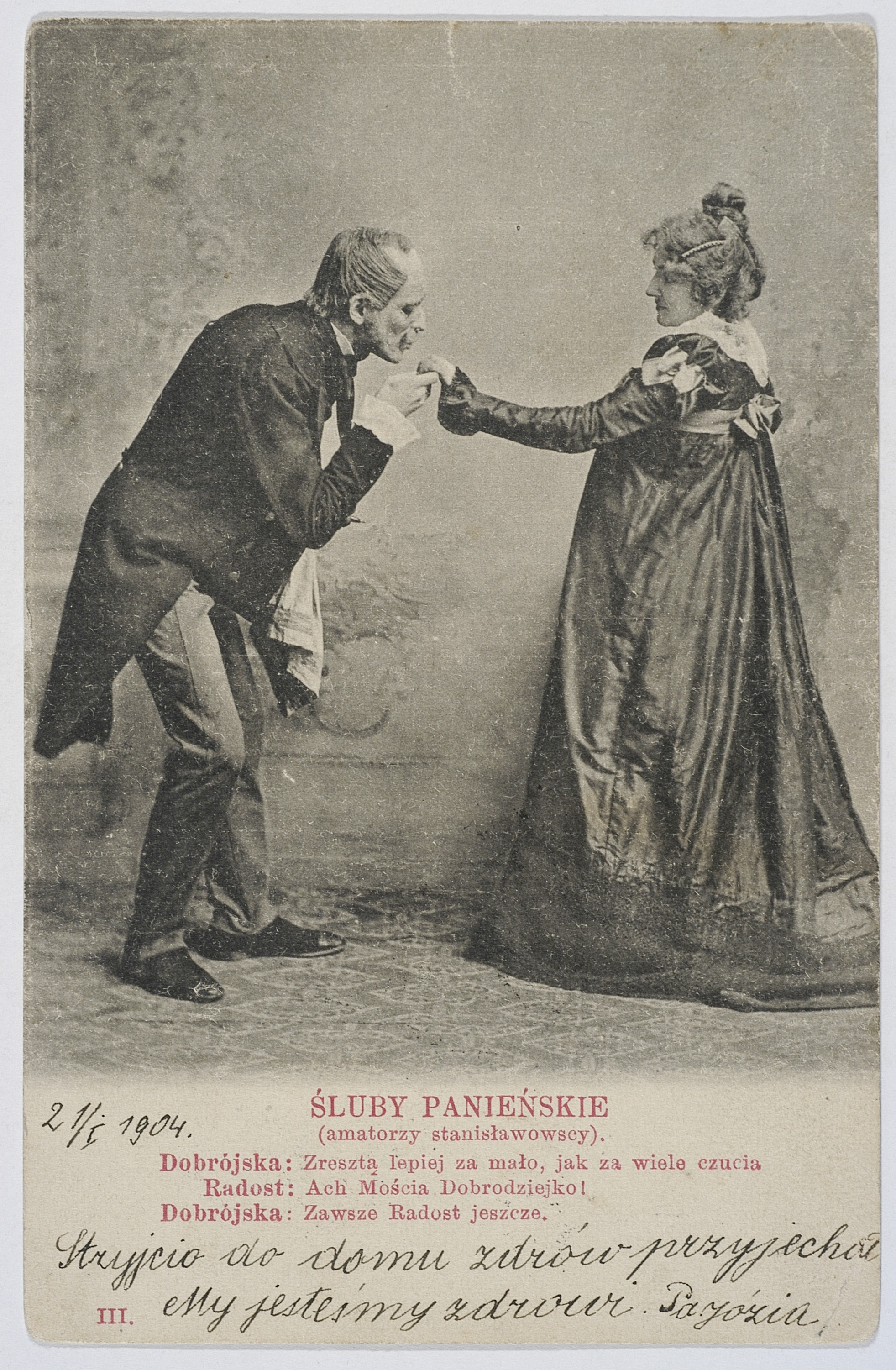
Montarea unui teatru de amatori dinStanisławów, în jurul anului 1904
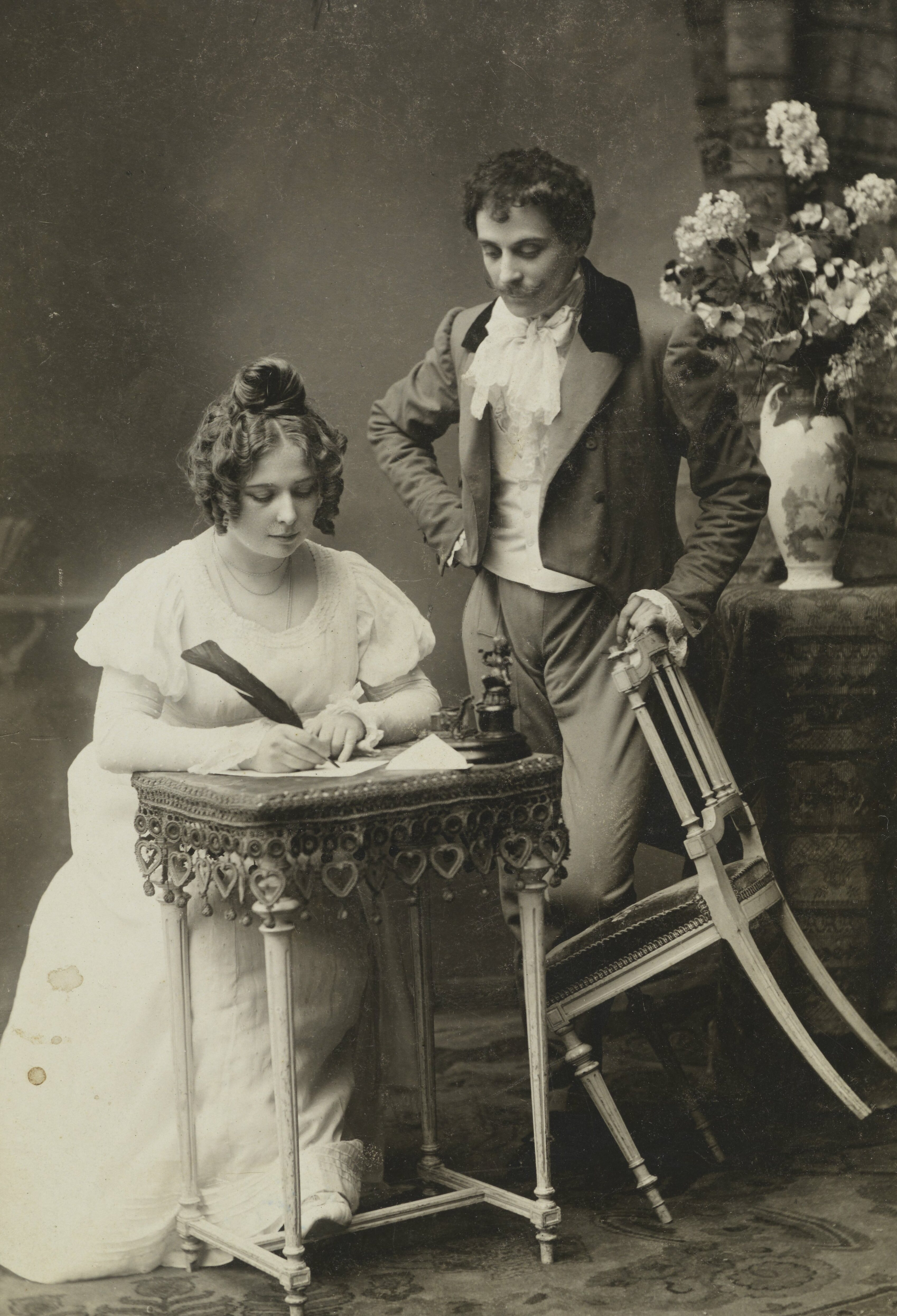
Un spectacol al școlii de teatru Michał Przybyłowicz din Cracovia, 1906
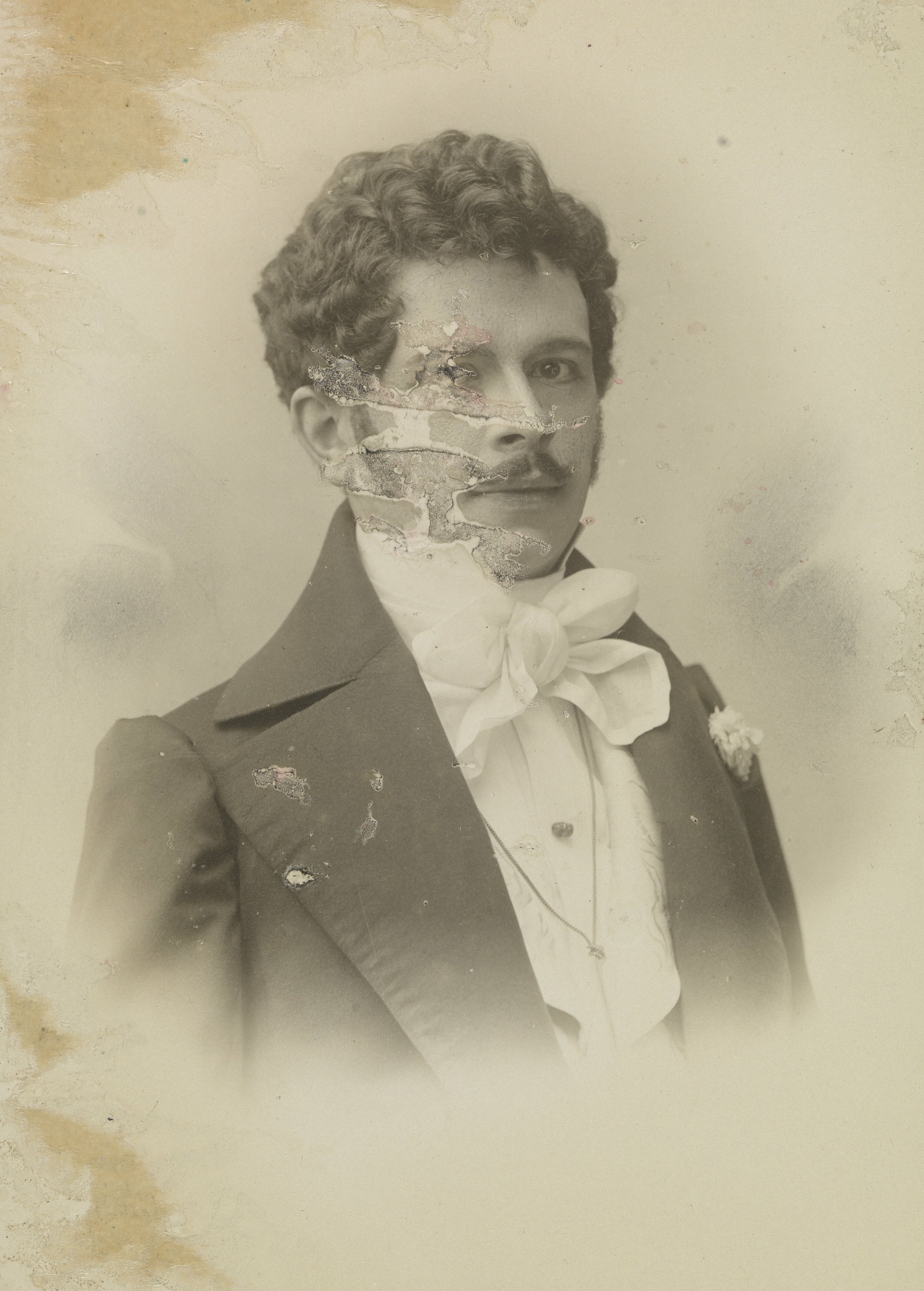
Michał Tarasiewicz în Jurăminte de copilă, circa 1907
Manuscris al primei versiuni a piesei, circa 1827
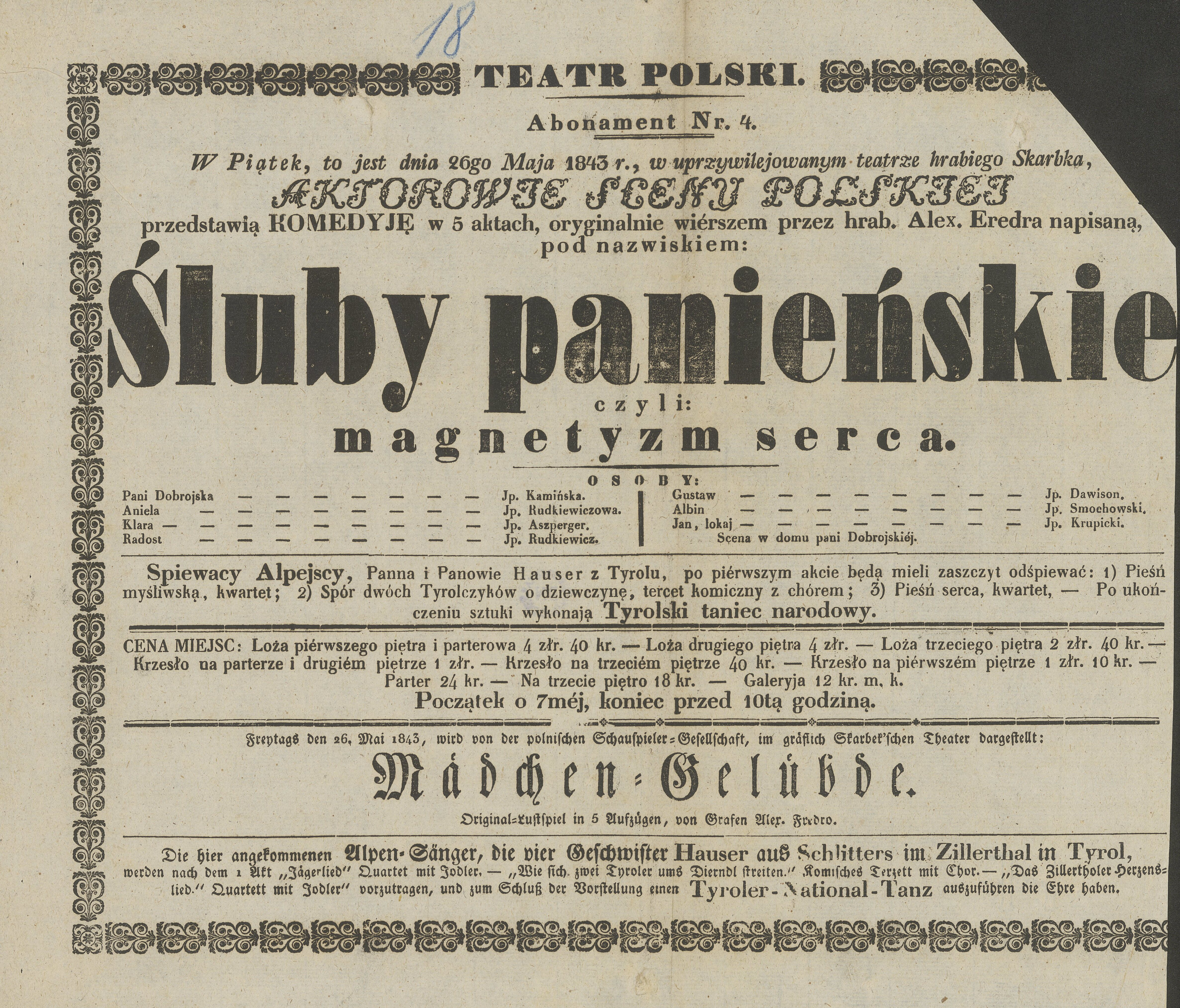
Teatrul Polonez, Lviv, 1843
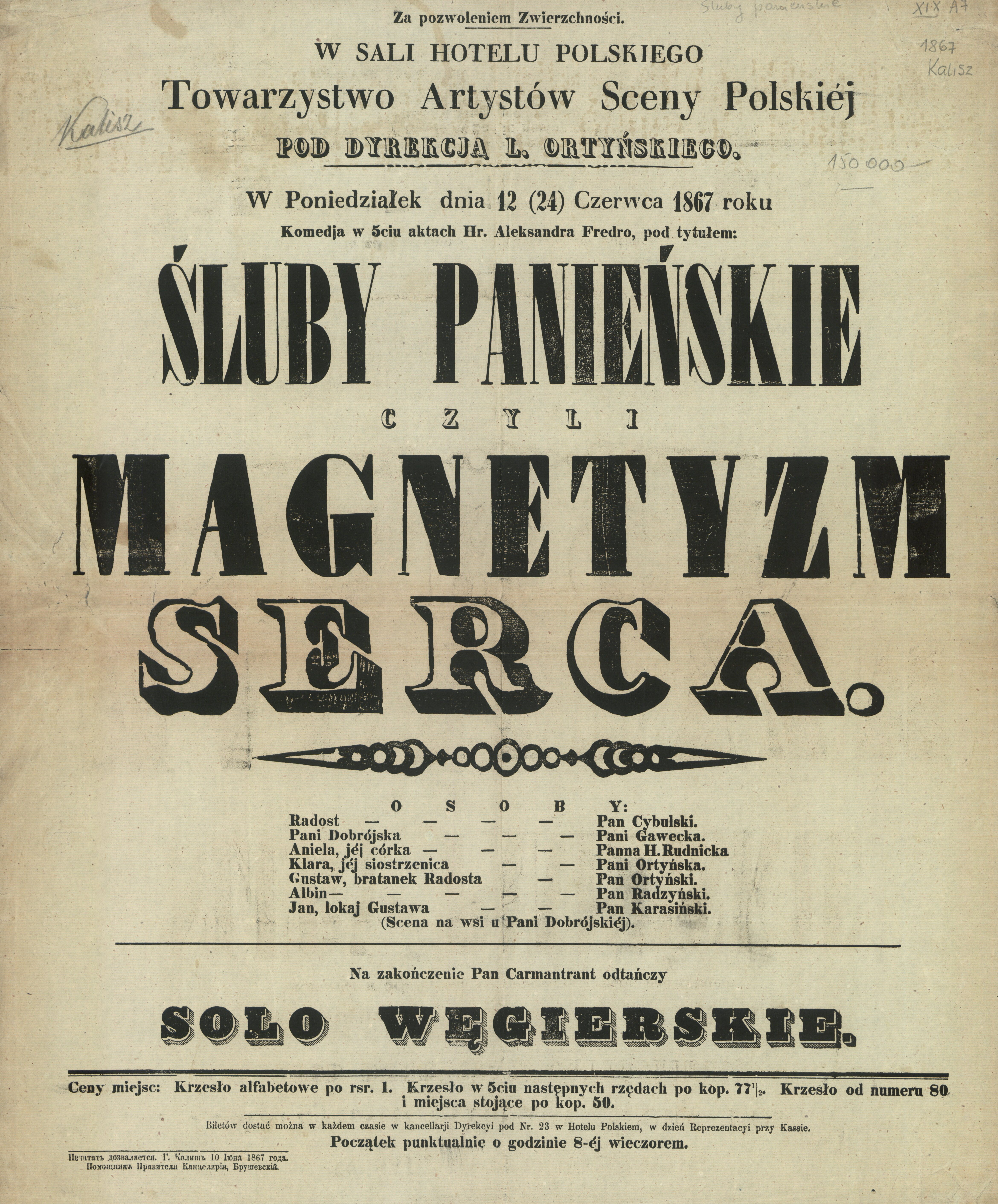
Societatea Artiștilor Scenei Poloneze, Kalisz, 1867
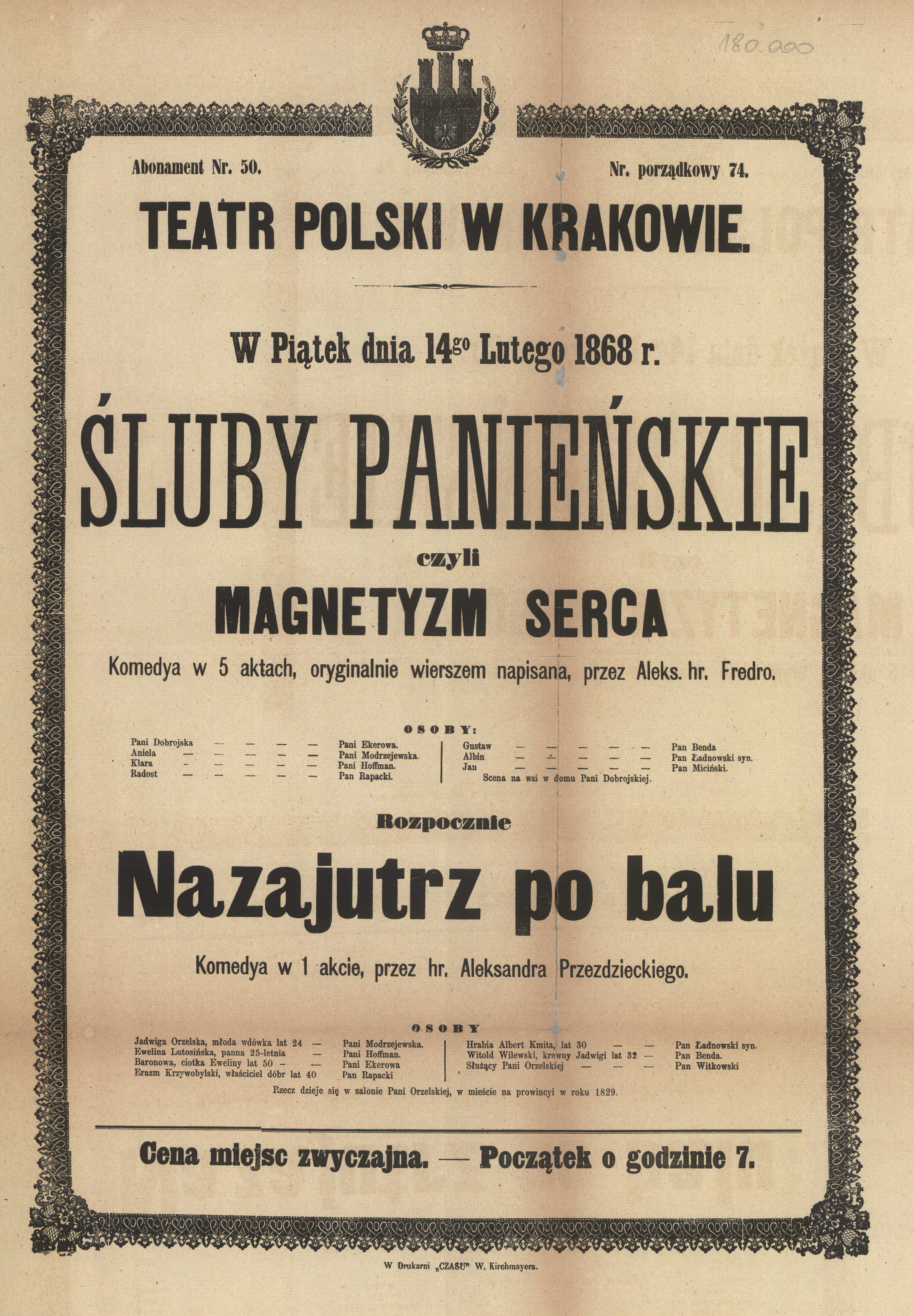
Pancartă, Teatrul Polonez, Cracovia, 1868
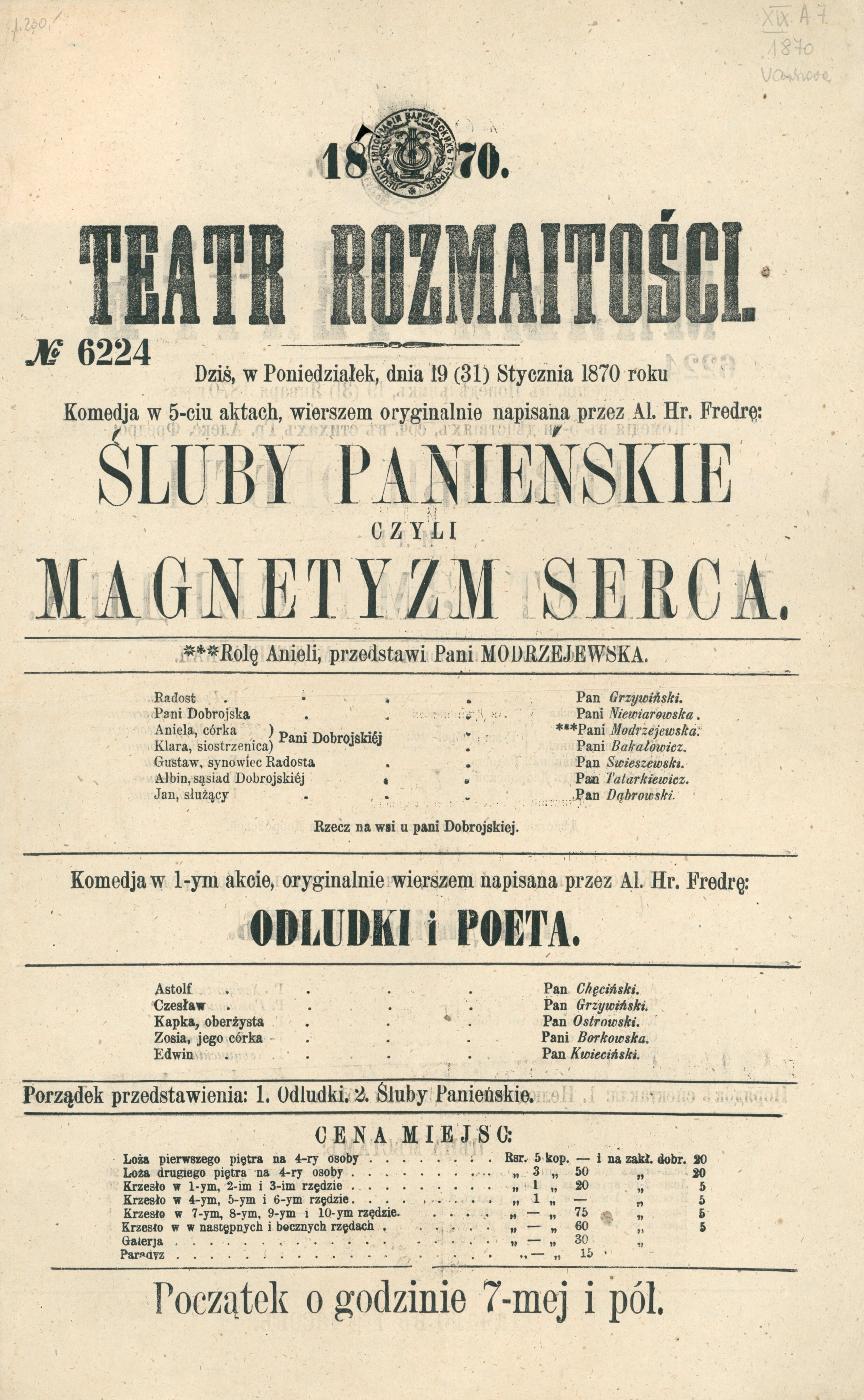
Teatr Rozmaitości, Warszawa, 1870
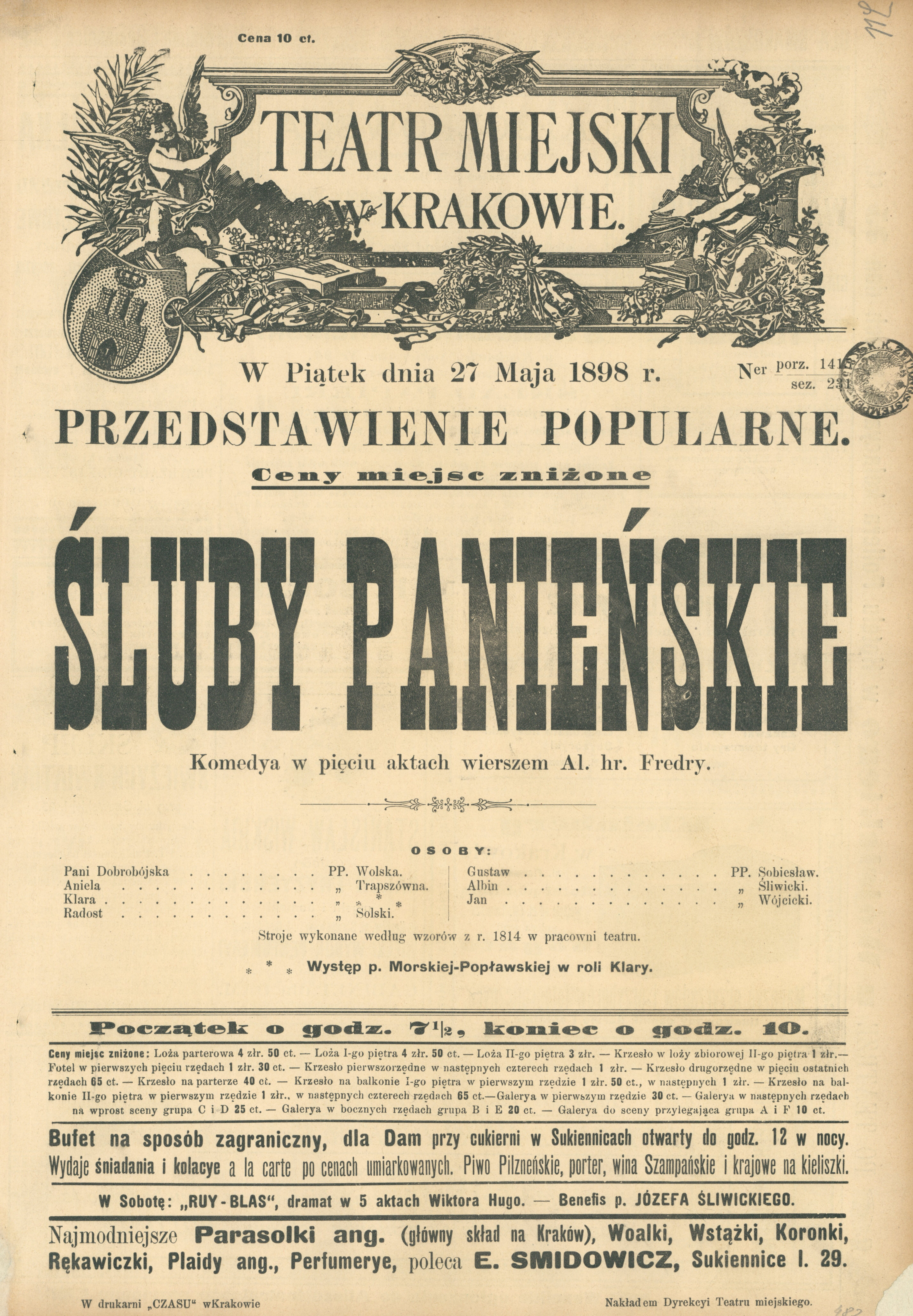
Teatrul Miejski, Cracovia, 1898
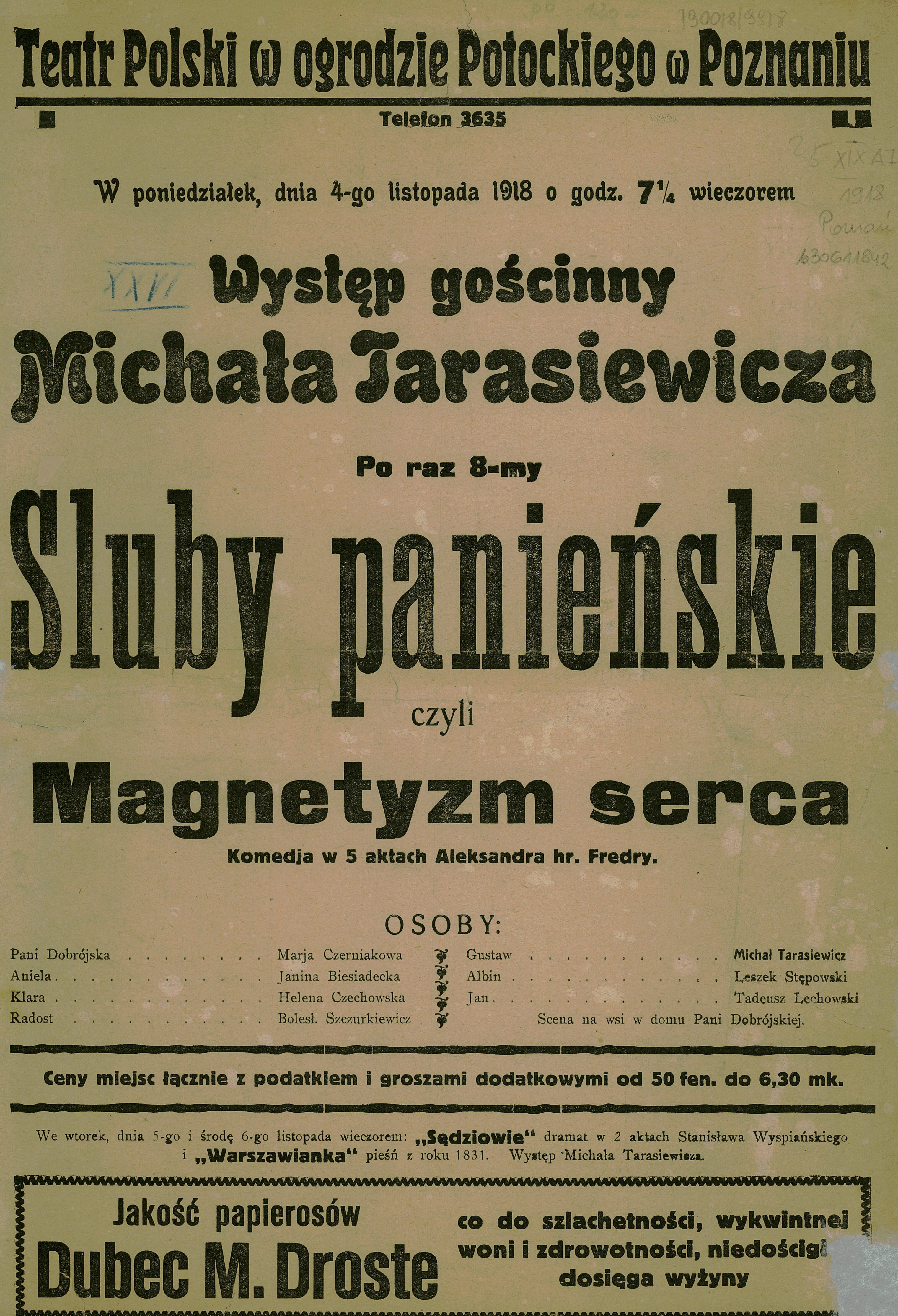
Teatrul Polonez, Poznań, 1918